# Берлюк (река)
Берлюк (Бурелек, Бурлюк) — река, правый приток Тока, протекает по территории Александровского района Оренбургской области в России. Длина реки составляет 23 км, площадь водосборного бассейна — 120 км².

## Название
Название реки имеет башкирское происхождение и означает «волчье место», состоит из слова буре — «волк» и суффикса -лек, использующегося для обозначения «концентрации отдельных конкретных предметов в каком-либо месте».

## Описание
Берлюк начинается выше посёлка Южный, на высоте около 300 м над уровнем моря. В верховье реки на расстоянии 1,5 км от посёлка Южный устроен пруд. От истока до села Тукай генеральным направлением течения реки является юго-юго-запад, потом — юг. Между урочищами Бузулукский 15-й и Алексеевка к югу от села Якут впадает в Ток на высоте 120 м над уровнем моря.

## Данные водного реестра
По данным государственного водного реестра России, Берлюк относится к Нижневолжскому бассейновому округу, водохозяйственный участок реки — Самара от Сорочинского гидроузла до водомерного поста у села Елшанка. Речной бассейн реки — Волга от верховий Куйбышевского водохранилища до впадения в Каспий.
Код объекта в государственном водном реестре — 11010001012112100006853.